# Amour fou (film 2014)
Amour fou è un film del 2014 scritto e diretto da Jessica Hausner. 
È stato presentato nella sezione Un Certain Regard del 67º Festival di Cannes.

## Trama
Il film racconta gli ultimi anni della vita dello scrittore Heinrich von Kleist e il suo patto suicida con Henrietta Vogel.